# Bertil Bodén (jurist)
Nils Bertil Bodén, född 14 december 1934, är en svensk jurist som var lagman i Hudiksvalls tingsrätt från 1993 till 2002.
Bodén utsågs till rådman i Gällivare tingsrätt 1 maj 1971 och till rådman i Sundsvalls tingsrätt 22 augusti 1985. Den 26 maj 1988 utnämndes han till hovrättsråd i hovrätten för Nedre NorrlandHan var från 1993 lagman i Hudiksvalls tingsrätt.